# Mauno Koivisto
Mauno Henrik Koivisto (ur. 25 listopada 1923 w Turku, zm. 12 maja 2017 w Helsinkach) – fiński polityk, działacz Socjaldemokratycznej Partii Finlandii, minister i wicepremier, w latach 1968–1970 i 1979–1982 premier Finlandii, od 1981 pełniący obowiązki, a od 1982 do 1994 prezydent Finlandii.

## Życiorys
Urodził się w Turku w rodzinie robotniczej. Pracował m.in. jako robotnik portowy. W czasie wojny kontynuacyjnej walczył jako ochotnik w oddziale Lauriego Törniego. Po zakończeniu wojny wstąpił do Socjaldemokratycznej Partii Finlandii. Szkołę średnią ukończył w 1949, w 1953 został absolwentem Uniwersytetu w Turku. Doktoryzował się na tej uczelni w 1956.
W latach 1948–1951 pracował jako menedżer biura zatrudnienia w porcie w Turku, następnie jako nauczyciel w szkole podstawowej. Zasiadał w radzie miejskiej, w latach 1954–1957 w zarządzie miasta odpowiadał za sprawy kształcenia zawodowego. W 1958 został dyrektorem, a w 1959 dyrektorem zarządzającym banku oszczędnościowego Helsingin Työväen Säästöpankki, którym zarządzał do 1967. Od 1968 do 1982 pełnił funkcję prezesa Banku Finlandii (łącząc ją w tym czasie z innymi stanowiskami politycznymi lub zawodowymi).
W latach 1966–1967 był po raz pierwszy ministrem finansów. Od marca 1968 do maja 1970 po raz pierwszy sprawował urząd premiera. Był przedstawicielem Finlandii w Międzynarodowym Banku Odbudowy i Rozwoju (1966–1969) oraz w Międzynarodowym Funduszu Walutowym (1970–1979). W 1972 ponownie był ministrem finansów i jednocześnie wicepremierem. W maju 1979 po raz drugi został premierem, pełniąc tę funkcję do stycznia 1982.
27 października 1981 przejął czasowo obowiązki prezydenta, zastępując Urha Kekkonena, który przekazał te obowiązki z uwagi na stan zdrowia. Pozostał premierem, przy czym czasowo jego obowiązki przejął wówczas Eino Uusitalo. W 1982 i 1988 wygrywał wybory prezydenckie. Urząd ten sprawował od stycznia 1982 do marca 1994.
Od 1952 jego żoną była Tellervo Koivisto, z którą miał córkę Assi. W 2017 jego żona ujawniła, że u byłego prezydenta zdiagnozowano chorobę Alzheimera. Mauno Koivisto zmarł w tym samym roku.

## Odznaczenia i wyróżnienia
Odznaczony orderami krajowymi i zagranicznymi:
- Krzyż Wielki z Łańcuchem Orderu Białej Róży Finlandii (1982, ex officio),
- Krzyż Wielki Orderu Krzyża Wolności (1982, ex officio),
- Krzyż Wielki Orderu Lwa Finlandii (1982, ex officio),
- Krzyż Wielki Orderu Białej Róży Finlandii (1970),
- Medal Wolności II Klasy (1944),
- Medal Pamiątkowy Wojny 1939–1940 (1941),
- Medal Pamiątkowy Wojny 1941–1945 (1956),
- Medal Zasługi Wojskowej (1980),
- Krzyż Wielki Orderu św. Baranka Bożego (1982),
- Krzyż Pamiątkowy I Dywizji z Klamrą (1955),
- Order Flagi Węgierskiej Republiki Ludowej I klasy (1971),
- Krzyż Wielki Orderu św. Karola (1979, Kolumbia),
- Krzyż Wielki Orderu św. Olafa (1980, Norwegia),
- Krzyż Wielki Orderu Zasługi (1980, Francja),
- Order Królewski Serafinów (1982, Szwecja),
- Krzyż Wielki z Łańcuchem Orderu Sokoła Islandzkiego (1982),
- Krzyż Wielki z Łańcuchem Orderu św. Olafa (1983, Norwegia),
- Order Słonia (1983, Dania)[8],
- Order Lenina (1983, ZSRR),
- Order Flagi Węgierskiej Republiki Ludowej I klasy z Brylantami (1983),
- Krzyż Wielki Orderu Legii Honorowej (1984, Francja),
- Krzyż Wielki z Łańcuchem Orderu św. Maryna (1984, San Marino),
- Wielka Gwiazda Orderu Przyjaźni Między Narodami (1984, NRD),
- Krzyż Wielki z Łańcuchem Orderu św. Michała i św. Jerzego (1984, Wielka Brytania),
- Krzyż Wielki Klasy Specjalnej Orderu Zasługi RFN (1985),
- Order Stara Płanina z Gwiazdą i Wstęgą (1985, Bułgaria),
- Wielka Gwiazda Odznaki Honorowej za Zasługi (1985, Austria),
- Wielka Gwiazda Orderu Jugosłowiańskiej Gwiazdy (1986),
- Wielka Wstęga Orderu Chryzantemy (1986, Japonia),
- Łańcuch Orderu al-Husajna ibn-Alego (1987, Jordania),
- Krzyż Wielki z Łańcuchem Orderu Lwa Białego (1987, Czechosłowacja)
- Order Zasługi Polskiej Rzeczypospolitej Ludowej I klasy (1989),
- Krzyż Wielki z Łańcuchem Orderu Karola III (1989, Hiszpania),
- Łańcuch Orderu Ojaswi Rajanya (1989, Nepal),
- Krzyż Wielki Orderu Lwa Niderlandzkiego (1990, Holandia),
- Krzyż Wielki z Łańcuchem Orderu Infanta Henryka (1990, Portugalia),
- Order Domowy Nassauski Lwa Złotego (1993, Luksemburg),
- Krzyż Wielki z Łańcuchem Orderu Zasługi Republiki Włoskiej (1993),
- Krzyż Wielki Orderu Zasługi (1993, Węgry),
- Order Orła Białego (1993, Polska)[9],
- Złoty Order Olimpijski (1994, MKOl),
- Krzyż Wielki Orderu Krzyża Ziemi Maryjnej (1995, Estonia).

Otrzymał tytuły doktora honoris causa uniwersytetów m.in. w Helsinkach, Tampere, Turku, Pradze i Tuluzie.